# Boris Talîs
Boris (Bențion) Aronovici Talîs (în engleză Boris Talis, în rusă Бори́с Аро́нович Та́лис; n. 6 ianuarie 1938, Galați, România – d. 22 noiembrie 2020, New York City, New York, SUA) a fost un publicist, scriitor și activist sovietic moldovean și american. A fost redactor-șef al ziarului „Odessa on Hudson” și autor al mai multor lucrări dedicate procesului de integrare a evreilor sovietici în societatea americană. De asemenea, a fost un sportiv de performanță în sambo și promotor al acestui sport în rândul diasporei evreiești din Statele Unite ale Americii.

## Biografie
S-a născut în Galați, într-o familie de evrei, dar familia s-a mutat curând în Chilia Nouă. În timpul Al Doilea Război Mondial, familia sa a fost evacuată în Karaganda, în Kazahstan, iar în 1947 s-a stabilit în Chișinău. A absolvit liceul și un colegiu tehnic alimentar, iar ulterior a început antrenamentele de sambo sub îndrumarea lui A. A. Doga, devenind medaliat la campionatele Moldovei și ale societății „Spartak”.
A efectuat serviciul militar în Bender și Odesa, unde a devenit de trei ori campion al Districtului Militar Odesa. A absolvit Institutul Tehnologic de Tehnologia Alimentelor din Odesa și a lucrat ulterior ca președinte al clubului sportiv al fabricii „Stroighidravlika”.

## Activitate în SUA
Stabilit în Statele Unite ale Americii din 1989, Talîs a devenit vicepreședinte al filialei new-yorkeze a Clubului Mondial al Odesiților, precum și vicepreședinte al Asociației Americane de Sambo pentru Amatori. A fost de două ori campion mondial la sambo pentru veterani (2000 și 2002) și a câștigat medalia de bronz în 2004. A locuit în Brooklyn, New York, fiind redactor-șef al publicației „Odessa on Hudson”.

## Lucrări publicate
- Вы едете в Америку. Временно или навсегда (Moscova, 1993)
- С Америкой на „ты“ (New York: Nika-Print, 2001; edițiile ulterioare: 2004, Moscova – 2001, New York – 2012)
- Вопросы и ответы на экзамене на гражданство по натурализации в США (New York, 2018)